# NK Graničar Županja
Nogometni klub Graničar Županja hrvatski je nogometni klub iz grada Županje.
U sezoni 2024./25. natječe se u 3. NL – Istok.

## Povijest
Nogometni klub Graničar osnovan je 1920. godine u Županji osnovan kao HNK „Graničar“, koji je jedan od najvažnijih sportskih simbola današnje Županje.
Županja je poznata kao prvo mjesto u kojem se igrao nogomet unutar Kraljevine Hrvatske i Slavonije. Naime, gospodarski interesi i bogatstvo Slavonije stoljetnim hrastovim šumama privukli su u Županju tvorničare iz Engleske još 1880. godine, koji su sa sobom donijeli prvu nogometnu loptu. Oni su začeli u Županji igranje nogometa, a u nedostatku dovoljnog broja igrača u "loptanje" su uključivali i domaće pučanstvo, uglavnom namještenike, ali i radnike na sječi i dopremi hrastovih trupaca do tvornice tanina u Županji.
Najviše podataka o osnutku kluba posjedujemo iz ostavštine dokumenata i dnevničkih zapisa Đuke Vernera (1908. – 1995.), dugogodišnjeg igrača i člana uprave kluba.Prema njegovim podatcima, prvu uporabljivu loptu, koja nije potjecala iz ostavštine Engleza, Županjci su kupili 1920. godine u Somboru. Zanimljivo je da su za nju koristili svinjske mjehure, koje su nabavljali od lokalnih mesara.
Zbog loše organizacije i neredovitih treninga dio članstva Graničara nakratko je od 1922. godine reorganizirao i preimenovao klub u HŠK „Jadran“, no izvorno ime „Graničar“ vraćeno je 1926. godine te ga kao takvo klub nosi do danas, uz kratkotrajni naziv „Croatia“ od 1936. do 1939. godine. Godine 1926. klub se učlanio u Nogometni podsavez. Utakmice su se igrale na žandarskoj bašči i vašarištu. Plava boja dresova u više je navrata isticana kao klupska boja već u tim prvim godinama djelovanja.
Klupske boje 1932. bile su plava i bijela.
Nakon Drugog svjetskog rata Županja se našla u okviru komunističke Jugoslavije. Tadašnje su vlasti u prvim godinama poraća konfiscirale imovinu preostalu od tvornice tanina. Kako je 1945. jugoslavenska vlada zatvorila sve postojeće sportske klubove i na njihovom mjesto stvorila nova fizkulturna društva, od godine 1947. teren Graničara postalo je bivše zemljište tvornice tanina, koje je klubu pod tadašnjim nazivom „Fiskulturno društvo Graničar“ darovala supruga vlasnika tvornice tanina Katarina Hepburn, te je na njemu iste godine izgrađen stadion, a tribine su premještene sa starog igrališta na vašarištu, obnovljene i svečano otvorene 1949. godine.
U okviru Vinkovačkog podsaveza NK „Graničar“ u 1950-im i 1960-im godinama zauzima prosječna mjesta na ljestvici. No ipak se uspio plasirati u Slavonsku nogometnu ligu 1960. godine. U goste su NK-u „Graničar“ tada dolazili i veliki klubovi poput NK „Partizan“ iz Beograda 1964. godine, NK „Dinamo“ iz Zagreba 1967. godine i NK „Hajduka“ iz Splita 1969. godine. NK „Graničar“ sudjeluje i na različitim turnirima i amaterskim prvenstvima, a surađuje i natječe se i s drugim gradskim klubom, NK-om „Radnički“.
U 1970-ima Graničar je doživio svoje prve „zlatne godine“. Proslavljen je „zlatni jubilej“ – 50 godina od osnutka kluba, a postignuti su i veliki sportski uspjesi. Klub je ostvario uspjeh u posavskom dijelu Slavonske lige, a u sezoni 1975./76. doživio je najveći uspjeh do tada, kada je pobjedom nad NK „Fruškogorac“ iz Iloka ostvario plasman u Hrvatsku nogometnu ligu – skupina sjever. Novom reorganizacijom 1979. godine NK „Graničar“ seli u Jedinstvenu nogometnu ligu Slavonije i Baranje. 80-e su započele velikom svečanošću za 100 obljetnicu igranja nogometa u Hrvatskoj i tadašnjoj Jugoslaviji, a stadion NK-a „Graničar“ odigrao je pritom odigrao važnu ulogu i bio domaćin brojnim revijalnim utakmicama.
Tijekom Domovinskog rata brojni igrači Graničara sudjeluju na bojišnici, a klub djeluje uglavnom unutar Treće hrvatske nogometne lige istok. Zabilježeni su i susreti tijekom ratnih godina, a posebice je zanimljivo bilo gostovanje NK-a „Graničar“ u Senju krajem 1992. godine u vremenu kad su tamo, zbog opće opasnosti, bile izmještene Gimnazija i Tehnička škola Županja. Poratne godine donose pojačanu djelatnost kluba i veliki angažman oko mlađih skupina, što je zaista pomoglo da klub ponovo stasa u rasadište sportskog potencijala grada.
Nakon svojevrsne krize, koja je za posljedicu imala slabije rezultate, početkom 2000-ih godina NK „Graničar“ doživljava uspon, pa se od sezone 2005./2006. natječe u Drugoj hrvatskoj nogometnoj ligi – Sjever. No kasnije se opet ustalio uglavnom u Trećoj nogometnoj ligi.
U međuvremenu izgrađene su nove tribine, uz postojeće betonsko uređuje se i pomoćno travnato igralište, a stadion je ponio naziv „Stadion prve nogometne lopte u Hrvatskoj“.

## Stadion
Na mjestu tadašnje Tvornice tanina i pojave nogometne lopte danas su prostorije i Stadion prve nogometne lopte u Hrvatskoj, što ga je darovala svome gradu supruga vlasnika Tvornice, rođena Županjka, gospođa Katica Horvatović, tada Katy Hepburn.
Stadion je u skladu s propisima 2. HNL s natkrivenih 500 sjedećih mjesta.

## Škola nogometa
Klub je godine 2007. osnovao školu nogometa u kojoj postoje sve selekcije od predpočetnika do juniora u koju su uključeni brojni bivši igrači s novim zanimanjima kao trenerima.

## Nastupi u Hrvatskom nogometnom kupu
- 1992./93. – 1/16 završnice NK Varteks – Graničar 2:0, 0:2 (4:3/11 m)
- 1995./96. – 1/16 završnice HNK Šibenik – Graničar 6:1, 2:0
- 1998./99. – pretkolo NK Istra Pula – Graničar 3:2
- 2002./03. – pretkolo Graničar – NK Sloga Maris Jazavica 1:0
- 2002./03. – 1/16 završnice Graničar – HNK Cibalia 0:3
- 2003./04. – pretkolo NK Sloga Nova Gradiška – Graničar 2:1
- 2005./06. – pretkolo Graničar – NK Zagorec Krapina 2:5
- 2006./07. – pretkolo Graničar – NK Croatia Sesvete 2:2 (2:4/11 m)
- 2007./08. – pretkolo Graničar – NK Vrapče Zagreb 1:0
- 2007./08. – 1/16 završnice Graničar – NK Zagreb 1:3
- 2008./09. – pretkolo NK Hrvatski dragovoljac Zagreb – Graničar 1:0
- 2009./10. – pretkolo  Graničar – NK Podravac Virje 2:0
- 2009./10. –  1/16 završnice Graničar – NK Osijek 1:3
- 2010./11. – pretkolo  Graničar – NK Olimpija Osijek 2:1
- 2010./11. – 1/16 završnice Graničar – NK Pomorac Kostrena 0:2
- 2013./14. – pretkolo NK Slavonija Požega – Graničar 2:0
- 2018./19. – pretkolo NK Nehaj Senj – Graničar 4:1
- 2020./21. – pretkolo Graničar – NK Slavonija Požega 1:0
- 2020./21. – 1/16 završnice Graničar – HNK Hajduk Split 1:2
- 2021./22. – pretkolo Graničar – NK Rudar Labin 0:1
- 2023./24. – pretkolo Graničar – NK Croatia Zmijavci 0:3

## Navijači
Klub prati Udruga navijača "Olimpijci", nastala na kup utakmici protiv NK Šibenika 1995 godine,a udruga registrirana 1997. godine. Navijači NK Graničara postojali su još krajem osamdesetih godina prošlog stoljeća, a na samom početku devedesetih godina se formira ekipa pod nazivom Idioti. Ime Olimpijci se prvi puta spominje 1994. godine, ali se godinom osnutka smatra utakmica na kojoj je prvi puta obješen transparent s menom grupe. Olimpijci su jedna mala grupa koja je poštovanje i prepoznatljivost dobila podosta i kroz praćenje hrvatske nogometne reprezentacije. Skoro da nije bilo utakmice da netko iz redova Olimpijaca nije bio prisutan kako u domaćim tako i na gostujućim najudaljenijim terenima.Aktivnost najvjernijih navijača NK Graničara se očituje njihovim prisustvom skoro na svakoj ligaškoj utakmici svog plavog tima.

## Vanjske poveznice
- Profil, HNS Semafor
- Virtualna multimedijalna izložba: "Ima jedan Graničar, boja mu je plava!"